# Distretto di Wolfsberg
Il distretto di Wolfsberg è uno dei distretti dell'Austria situato nel Land della Carinzia.

## Geografia antropica
fra parentesi gli abitanti, dati aggiornati al 15 maggio 2001

### Città
- Bad Sankt Leonhard im Lavanttal (4.816)
- Sankt Andrä (10.719)
- Wolfsberg (25.369)

### Paesi
- Frantschach-Sankt Gertraud (3.148)
- Lavamünd (3.548)
- Reichenfels (2.083)
- Sankt Paul im Lavanttal (3.680)

### Borghi
- Preitenegg (1.129)
- Sankt Georgen im Lavanttal (2.187)